# 清朝服飾

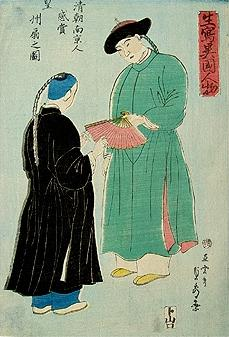
日本的畫家所繪的晚清男子服飾及剃髮後的辮髮

清朝服飾，泛指清朝统治期间上至皇帝，下至普通民众所穿戴的各类服饰。

## 礼服

### 皇帝
冬朝冠，材质有熏貂或黑狐，顶三层，贯东珠各一，皆承以金龙四，饰东珠如其数，上衔大珍珠一，梁二。
夏朝冠，前缀金佛，饰东珠十五，后缀舍林，饰东珠七，冠顶如冬朝冠。
端罩，材质有黑狐或紫貂，皆明黄缎里。
衮服，色用石青，绣五爪正面金龙四团，两肩前后各一，其章左日右月，前后万寿篆文，间以五色云。
冬朝服一，色用明黄，圜丘、祈谷用蓝，披领及裳俱表以紫貂，袖端熏貂，绣文两肩前后正龙各一，襞积行龙六，衣前后列十二章，间以五色云。
冬朝服二，色用明黄，朝日用红，披领及袖俱石青，片金加海龙缘，绣文两肩前后正龙各一，腰帷行龙五，衽正龙一，笔记前后团龙各九，裳正龙二、行龙四，披领行龙二，袖端正龙各一，前后列十二章，日、月、星辰、山、龙、华虫、黼、黻在衣，宗彝、藻、火、粉米在裳，间以五色云，下幅八宝平水。
夏朝服，色用明黄，常雩用蓝、夕月用月白，披领及袖俱石青，片金缘，其他同冬朝服二。
朝珠，用东珠一百有八，佛头、记念、背云、大小坠珍宝杂饰惟宜，圜丘以青金石为饰、方泽珠用蜜珀、朝日用珊瑚、夕月用绿松石，杂饰惟宜，条皆明黄色。

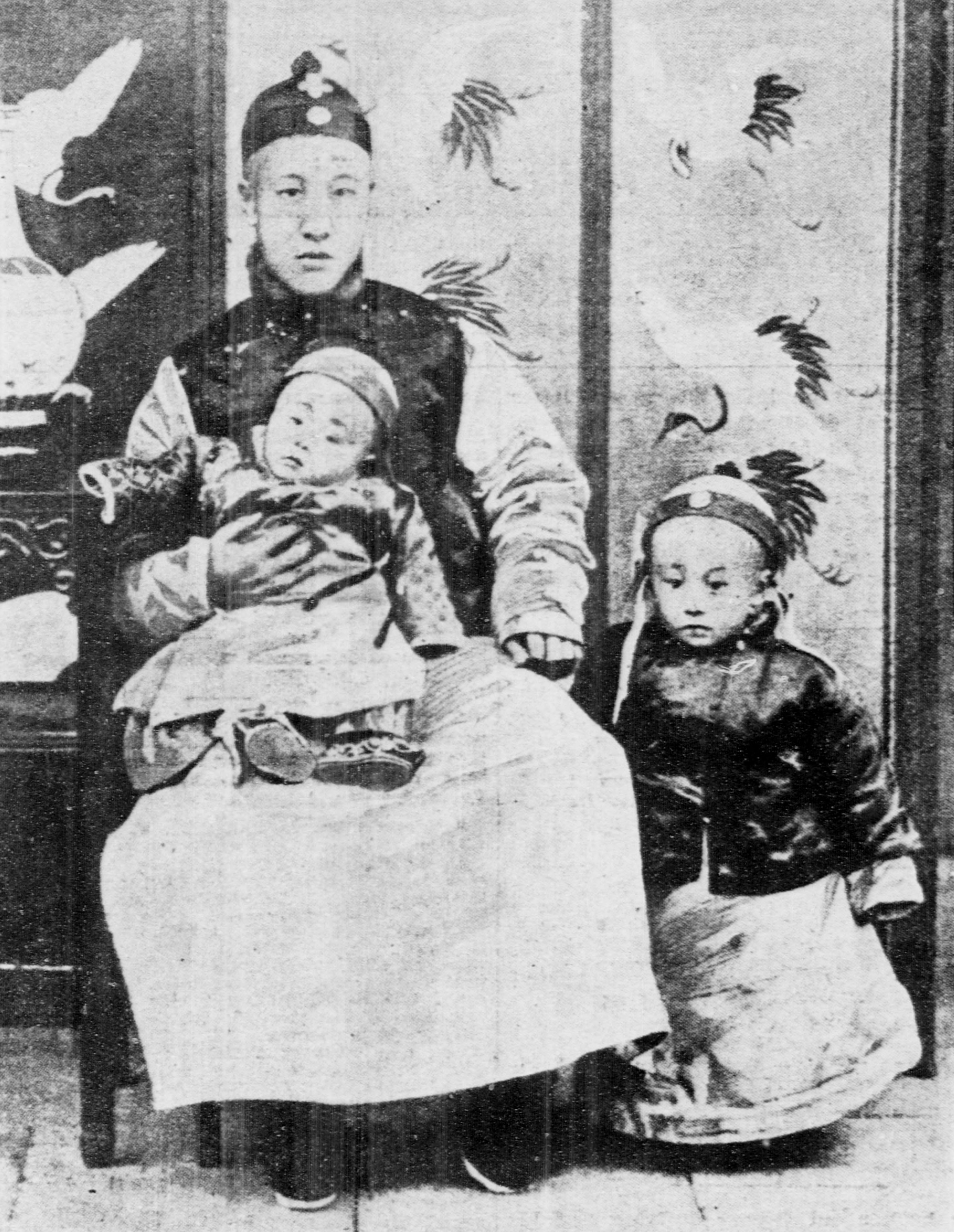
穿長衫、馬甲的载沣，與穿長衫、馬褂的溥儀、溥傑

皇帝吉服包括吉服冠、龙袍、吉服带、吉服朝珠。吉服比禮服等级低。龍袍色用明黄。古時稱帝王之位，為九五之尊。九、五兩數，通常像征著高貴，在皇室建築、生活器具等方面都有所反映。皇帝的龍袍繡有九條龍。穿着时只能看到八条龙，有一条绣在衣襟里。從正面或背面單獨看時，所看見的都是五龍，與九五之數正好相吻合。龍袍下幅八宝平水，它除了表示綿延不斷的吉祥含意之外，還有「一統山河」和「萬世昇平」的寓意。

## 世爵、额驸冠服

### 补服
亲王绣五爪金龙四团，前后正龙，两肩行龙。郡王绣五爪行龙四团。贝勒绣四爪正蟒二团。贝子四爪行蟒二团，固伦额驸同。镇国公四爪正蟒二方，辅国公、和硕额附、民公、侯、伯同。

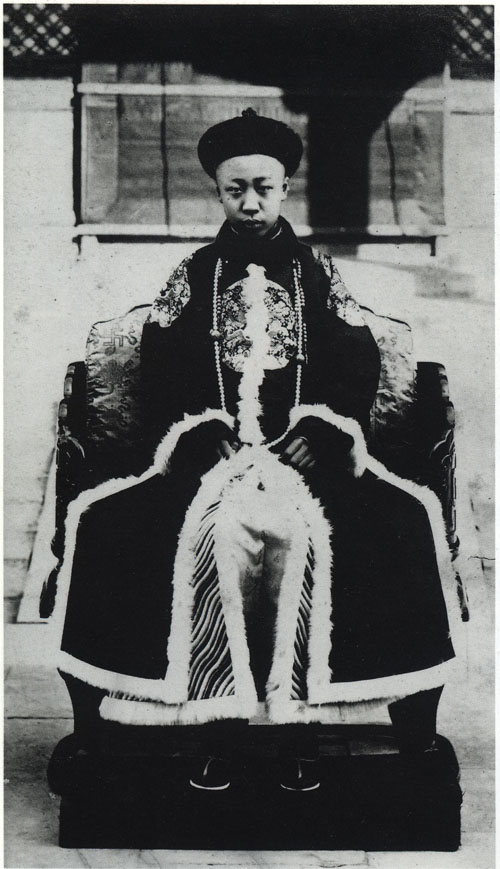
身穿冬吉服龙袍配衮服与东珠朝珠的溥仪

## 官员冠服
清朝官员服饰有礼服、吉服、常服、行服、雨服。清政府对官员的办公着装有着明确的限制，不同品级有不同的着装，不能自行更改装束。朝冠和吉服冠分为两种，一种为夏天戴的凉帽，另一种为冬天所戴的暖帽，每年三月开始戴凉帽，八月换戴暖帽。清代官员补服上有一块方形图案称为补子，補子沿袭明朝制度。补子上除了有飞禽走兽外，还绣有海水和岩石的图案，寓意「海水江崖，江山永固」的意思。补服均是由南京、苏州、杭州即江南三织造订做进贡的，用料讲究，做工精良，尺寸、图案都有严格规定，官员不能私自改变身上与其品级相对应的官服。
|            | 上衔         | 中饰         | 顶座         | 吉服冠顶     |
| ---------- | ------------ | ------------ | ------------ | ------------ |
| 文武一品官 | 红宝石       | 东珠一       | 镂花金       | 珊瑚         |
| 文武二品官 | 珊瑚         | 小红宝石一   | 镂花金       | 镂花珊瑚     |
| 文三品官   | 珊瑚         | 小红宝石一   | 镂花金       | 蓝宝石       |
| 武三品官   | 蓝宝石       | 小红宝石一   | 镂花金       | 蓝宝石       |
| 文武四品官 | 青金石       | 小蓝宝石一   | 镂花金       | 青金石       |
| 文武五品官 | 水晶         | 小蓝宝石一   | 镂花金       | 水晶         |
| 文武六品官 | 砗磲         | 小蓝宝石一   | 镂花金       | 砗磲         |
| 文武七品官 | 素金         | 小水晶一     | 镂花金       | 素金         |
| 文武八品官 | 阴文镂花金顶 | 阴文镂花金顶 | 阴文镂花金顶 | 阴文镂花金顶 |
| 文武九品官 | 阳文镂花金顶 | 阳文镂花金顶 | 阳文镂花金顶 | 阳文镂花金顶 |
| 未入流官   | 阳文镂花金顶 | 阳文镂花金顶 | 阳文镂花金顶 | 阳文镂花金顶 |

在顶珠之下有一枝两寸长短的翎管，多用玉、翠、珐瑯或花瓷制成，用以安插翎羽（转写：funggala）。翎羽又分花翎和蓝翎两种。花翎是带有「目晕」的孔雀翎，「目晕」又称为「眼」，在翎的尾端，有单眼、双眼、三眼之分，翎眼越多说明功勛越高。

### 圖片

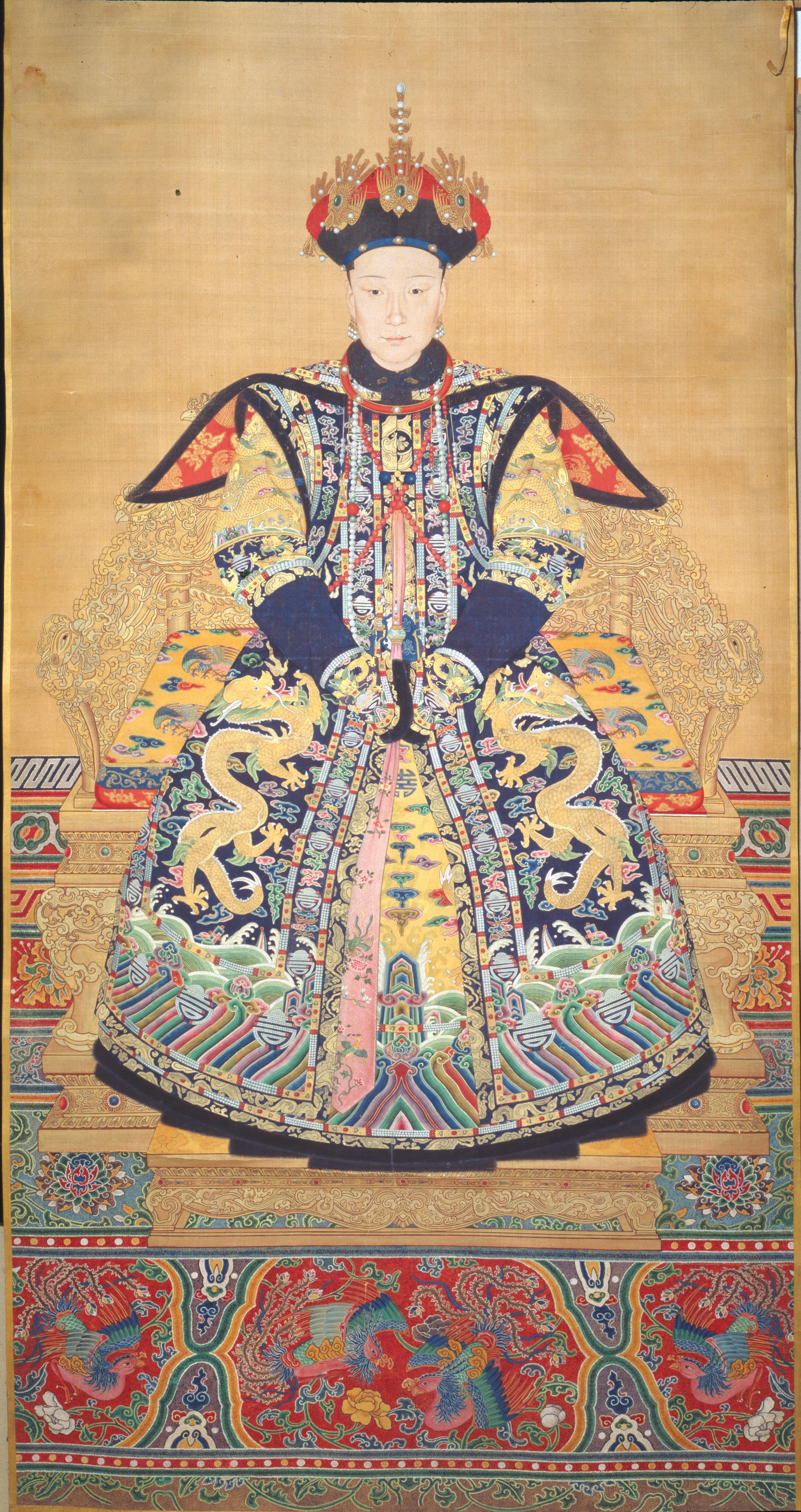
孝贤纯皇后
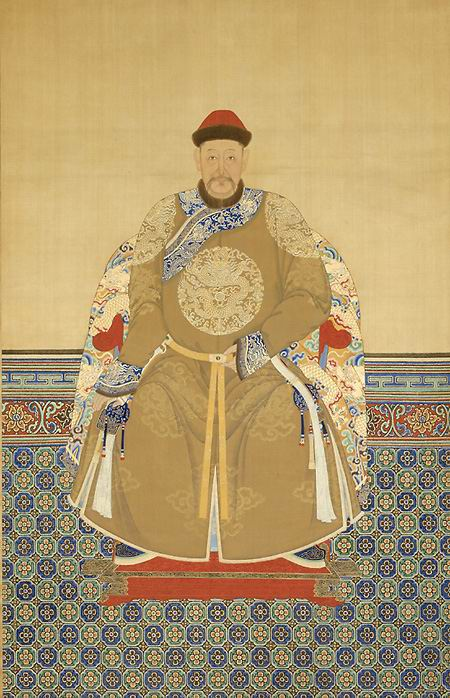
親王服飾
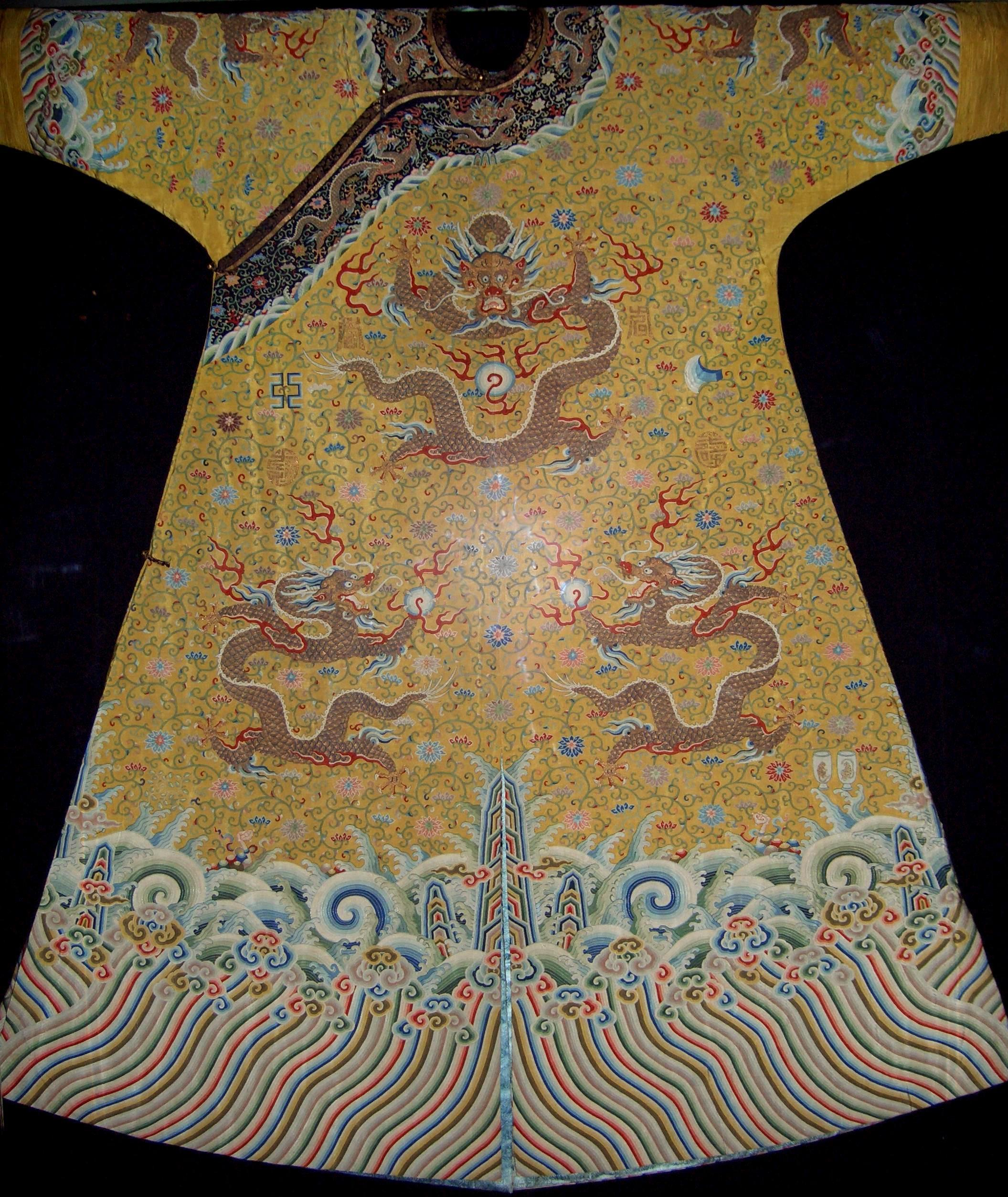
乾隆帝龍袍
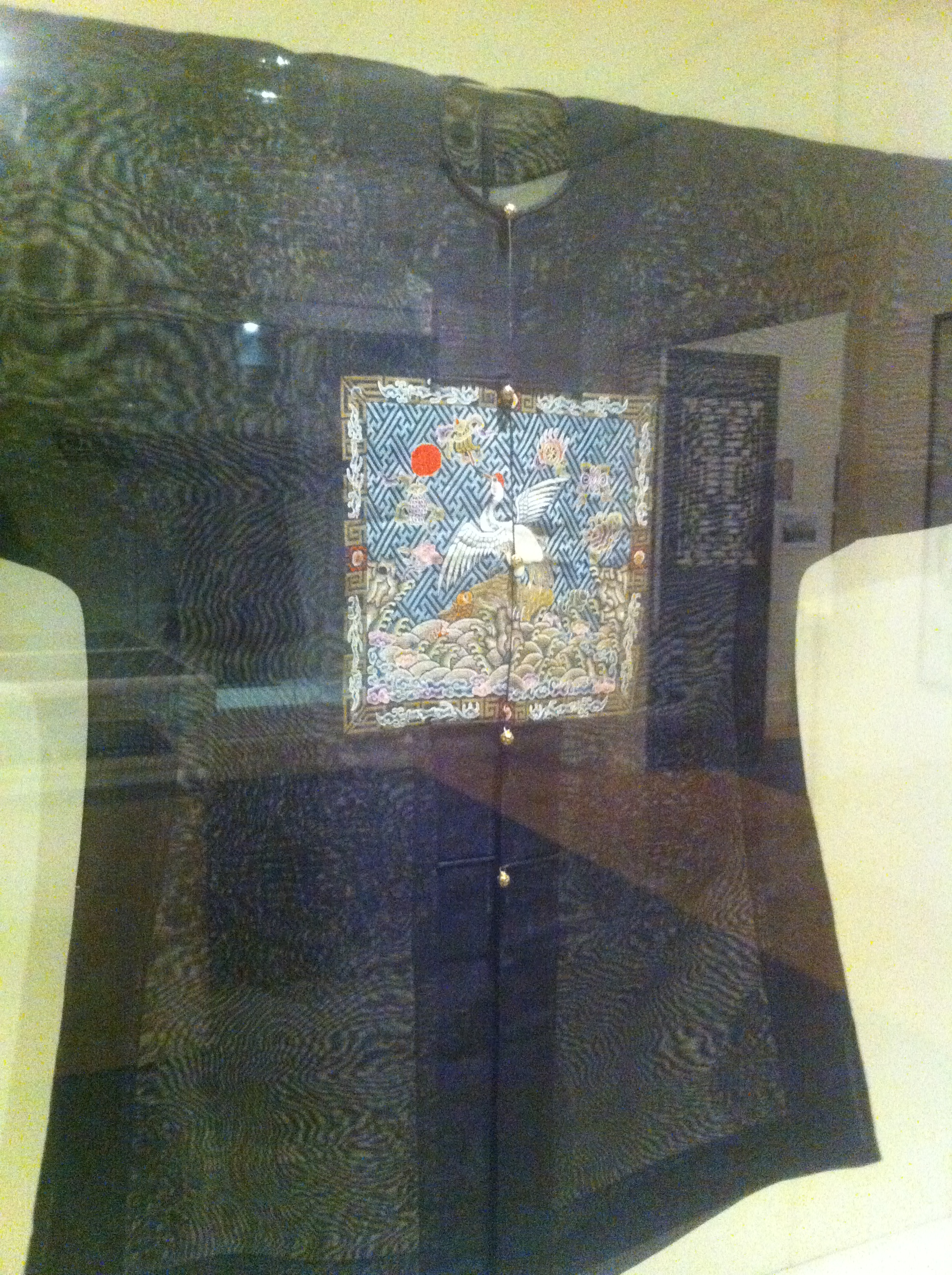
官員補服
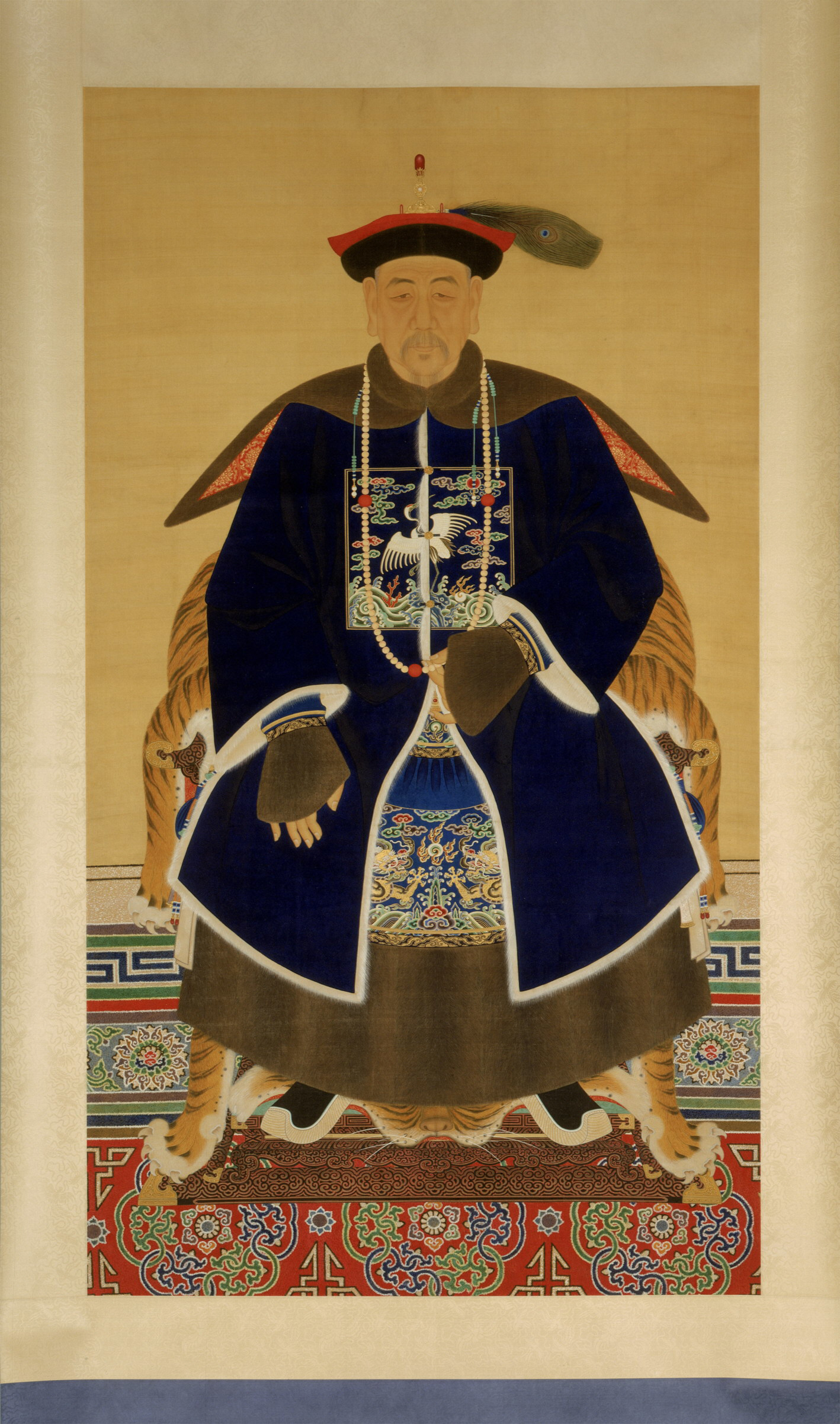
一品官員朝服
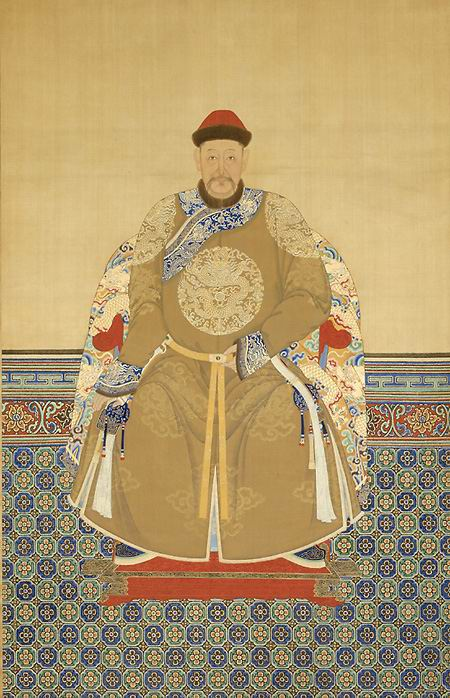
親王服飾

## 女性服飾

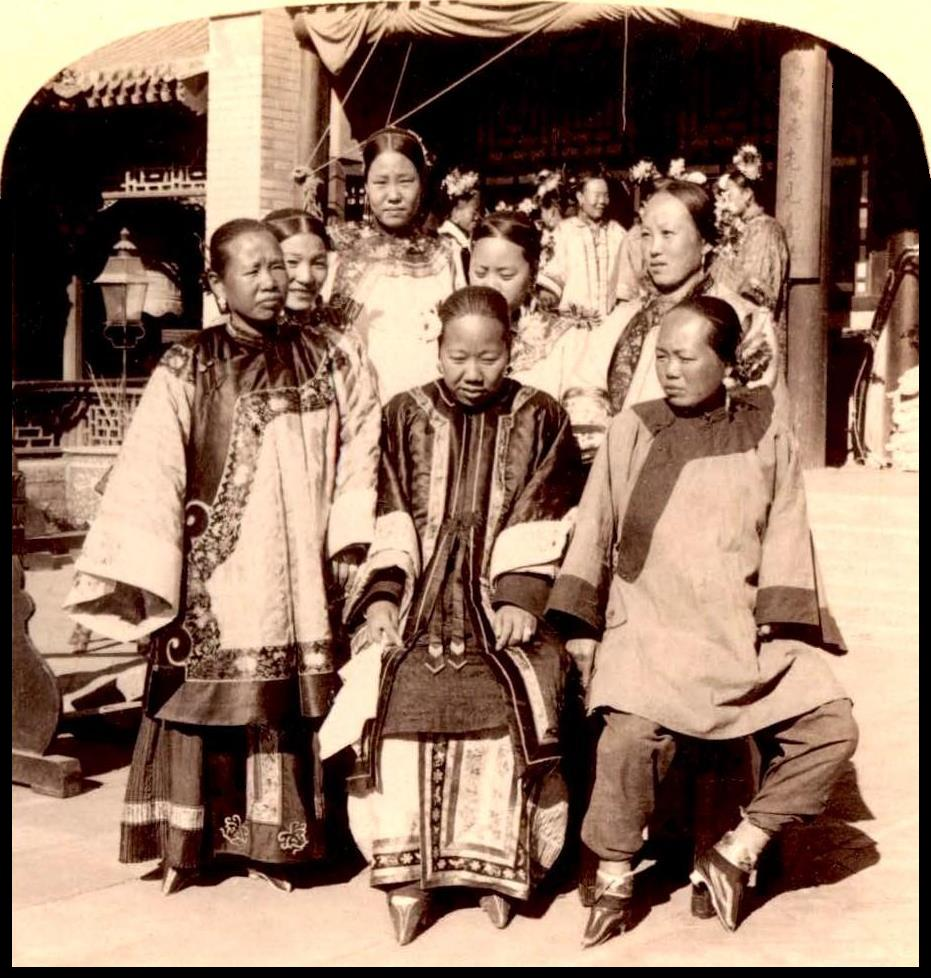
穿襖裙、衣褲的清末纏足漢族婦人

### 漢女服飾

#### 士庶服飾
漢族婦女穿披風、襖裙。披風是由明代起穿著的外套，其制為對襟、大袖、下長及膝。披風之上，裝有低領，點綴著各式珠寶。披風的裡面，還有大襟、大襖小襖，小襖是婦女的貼身內衣，顏色大多用紅、桃紅、水紅之類。婦女的下裳，多為裙子，顏色以紅為貴。裙子最初沿襲明代的馬面裙，康熙年間馬面裙開始着重裝飾裙門，後來裙褶又改為長梯形接片。

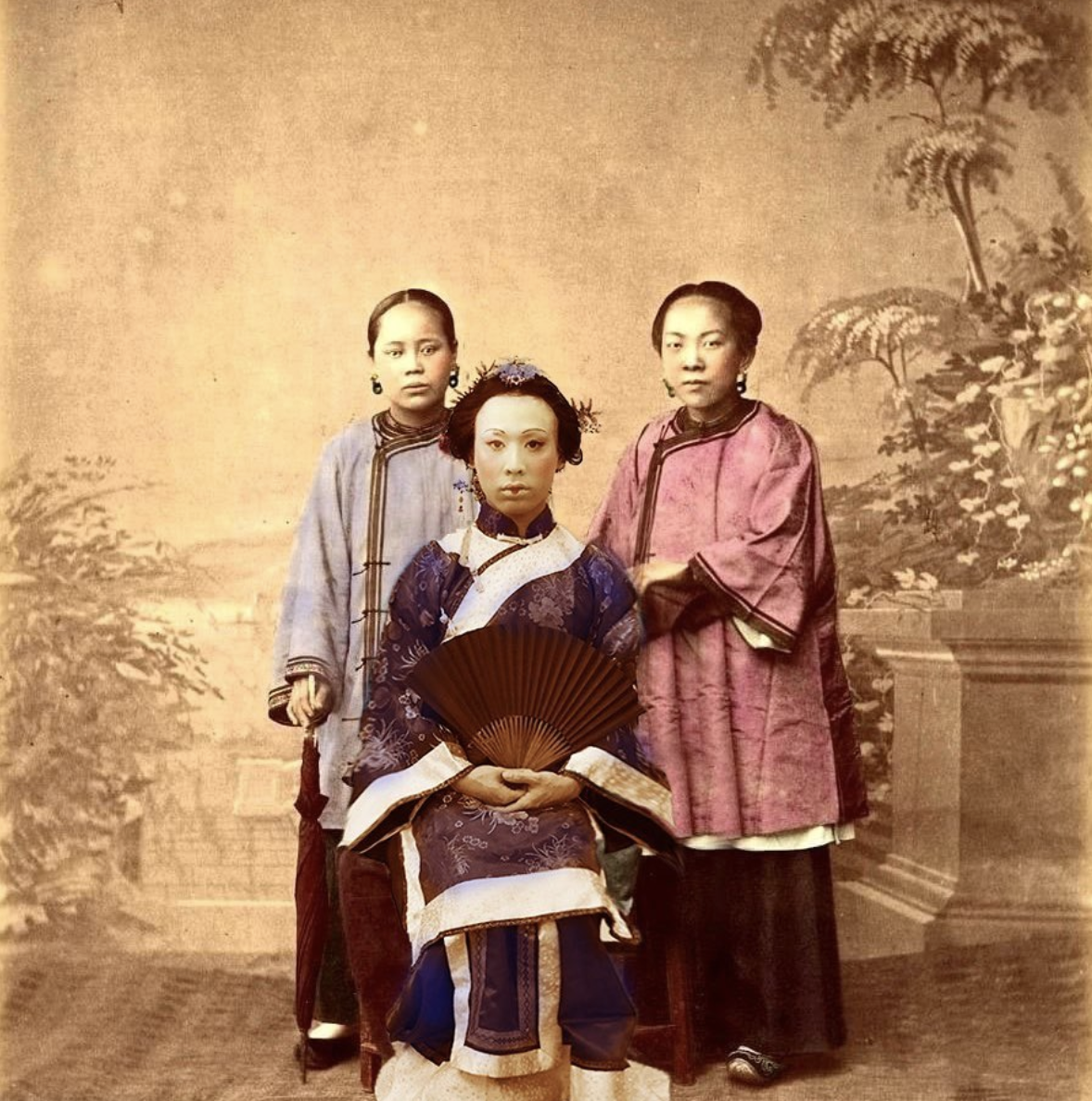
清末廣州漢族貴婦與婢女

清代嘉慶之前，漢族婦女服飾仍沿用明朝服裝形制，以衫裙為主。清初漢女襖子仍有交領右衽，但立領自明末開始流行，乾隆之后受到满族服饰影响發展成「厂」字領。乾隆年間以上身著鑲有花邊的襖、衫為主，式樣比較寬大，長度一般在膝下。嘉道以後，鑲有花邊的衣衫趨於窄小，長度也明顯縮短。有的再加一件較長的背心邊緣都裝飾有花邊。下身除穿裙外，也有穿褲子的。褲子的樣式也有變化，初為大褲管，後逐漸改為小褲管，褲口鑲有花邊。從光緒年間起，由於褲子的流行，婦女穿裙的逐漸少見。
清代福建一帶婦女服裝，以大襟、琵琶襟、對襟為主要開襟方式。大襟、琵琶襟皆為滿化「厂」字衣襟。大襟衫又稱「大裪衫」，延續漢族傳統的「右衽」開襟形式，形式最普遍；琵琶襟屬缺襟之一種，形制如大襟，但右襟下方裁缺一截，形成曲襟。對襟開襟於前中心，延續明代對襟褂樣式，但去除明式立領，至晚清婦女衣領大多很低，僅1～2公分，夏季服裝甚至無領片只以布條緄邊。民國後又流行加上元寶領，多用於外褂。福建婦女上衣在大襟衫、襖等服裝裁剪強調五裾齊長，結婚時為顯示美滿無缺，婚禮衣裾不可有所缺損，故右前身疊襟衣裾須與衣襬同長，加上左、右兩裾，及後衣身兩裾，總計五片，五裾齊長，寓意「五世其昌」。領緣、袖口以及開衩處，鑲緄刺繡配布或花邊，稱為「緄邊」，符合傳統正式服裝的必備形式。晚清時鑲緄複雜化，出現多種織帶花邊，徐珂《清椑類鈔》載有「十八鑲」條：「咸、同間，京師婦女衣服之滚條，道數甚多，號曰十八鑲。」
清代福建臺灣省漢族婦女正式服裝，上衣穿著大襟衫搭配長裙，裙式以馬面裙居多。其前後中心二片較寬之裙門，形似馬面城門，故稱為「馬面裙」。臺灣在日治時期中期之後，逐漸受到西洋服裝的影響，而趨向於窄小而合身的服裝裁製方式。而客家婦女則為節省表布用料，禮服仍常見「短襟」或「接襟」的作法，但會造成內襟短缺的「缺裾」現象。

### 滿族及宮廷婦女服飾
清初為无领、右衽、捻襟、直身、平袖、前後開衩的長衣，後來改為左右開至腋下，開衩的頂端必飾有雲頭，且旗袍的紋樣也更加華麗，邊飾的鑲滾更為講究。紋樣品種繁多，並有各自的含義。大約在咸豐、同治期間，京城貴族婦女衣飾鑲滾花邊的道數越來越多，有「十八鑲」之稱。這種裝飾風尚，一直到民國期間仍繼續流行。初期旗袍無領，穿著時需加上領巾，後來加上假的元寶領。
一般旗人婦女便服之便袍、襯衣、氅衣，皆為无领、大襟、右衽形制。后妃、命婦吉服是无领對襟、綴上符合身份補子的禮褂。
清代滿族婦女所穿的旗袍外面常加罩一件馬甲，這是滿族婦女十分喜愛的裝束。這種馬甲與男式馬甲一樣，也有大襟、一字襟、對襟及琵琶襟等形制，長度多到腰際，並綴有花邊。
滿族婦女的髮型稱為旗頭，清中期開始有二把頭，清末滿洲貴族婦女在二把頭上加上一種名為大拉翅的板型冠狀飾物。

#### 后宫服饰
皇后、皇太后、皇貴妃、貴妃、妃、嬪服用的稱為龍褂，樣式為无领、對襟、左右開氣、袖端平直的長袍。皇后龍褂紋飾，據文獻記載有兩種類型，北京故宮所藏實物，則有三種類型，均為石青色：第一種飾五爪龍八團，兩肩、前胸後背各一團為正龍，前後襟行龍各兩團，下幅八寶、壽山水浪江涯及立水紋，袖端各兩條行龍及水浪紋。第二種只飾五爪金龍八團，下幅及袖端不施紋樣。第三種飾五爪金龍八團，下幅加水浪江涯、壽山、立水紋。皇后、皇太后、皇貴妃、貴妃、妃龍褂與此相同。嬪所穿龍褂，兩肩前後正龍各一條，襟變四龍。
皇后常服樣式，與滿族貴婦服飾基本相似，无领、大襟，衣領、衣袖及衣襟邊緣，都飾有寬花邊，只是圖案有所不同。本圖展示的服裝紋樣為鳳穿牡丹。整件服裝在鮮艷的藍色緞地上，繡八只彩鳳，彩鳳中間，穿插數朵牡丹。牡丹的顏色處理得淨穆而素雅，色彩變化惟妙，具有傳統的山水畫特點。與此相反，鳳的顏色比較濃重，紅綠對比度極為強烈，具有典型民族風格和時代特色。

### 圖片

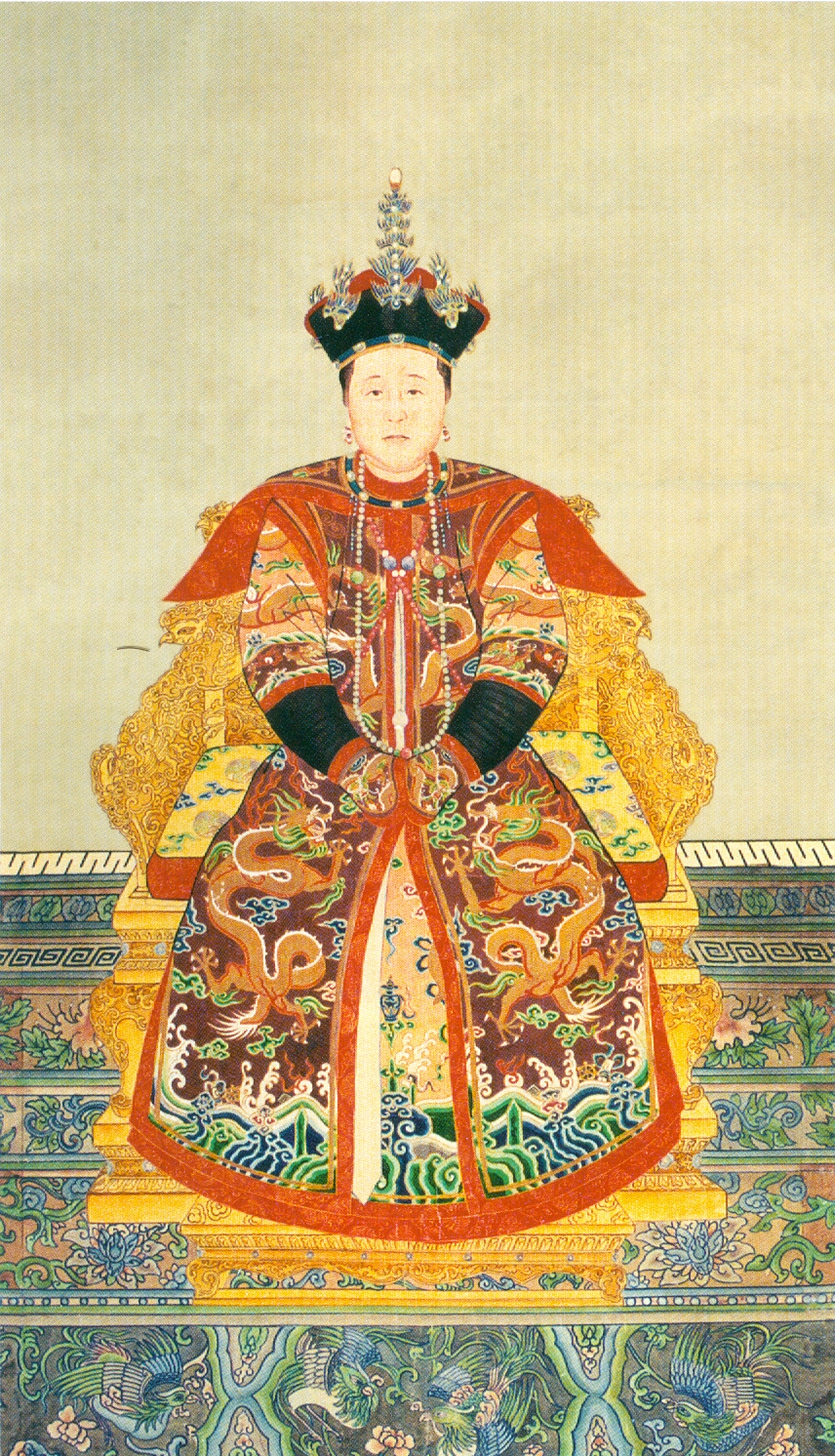
穿朝服、佩戴朝冠的孝莊文皇后
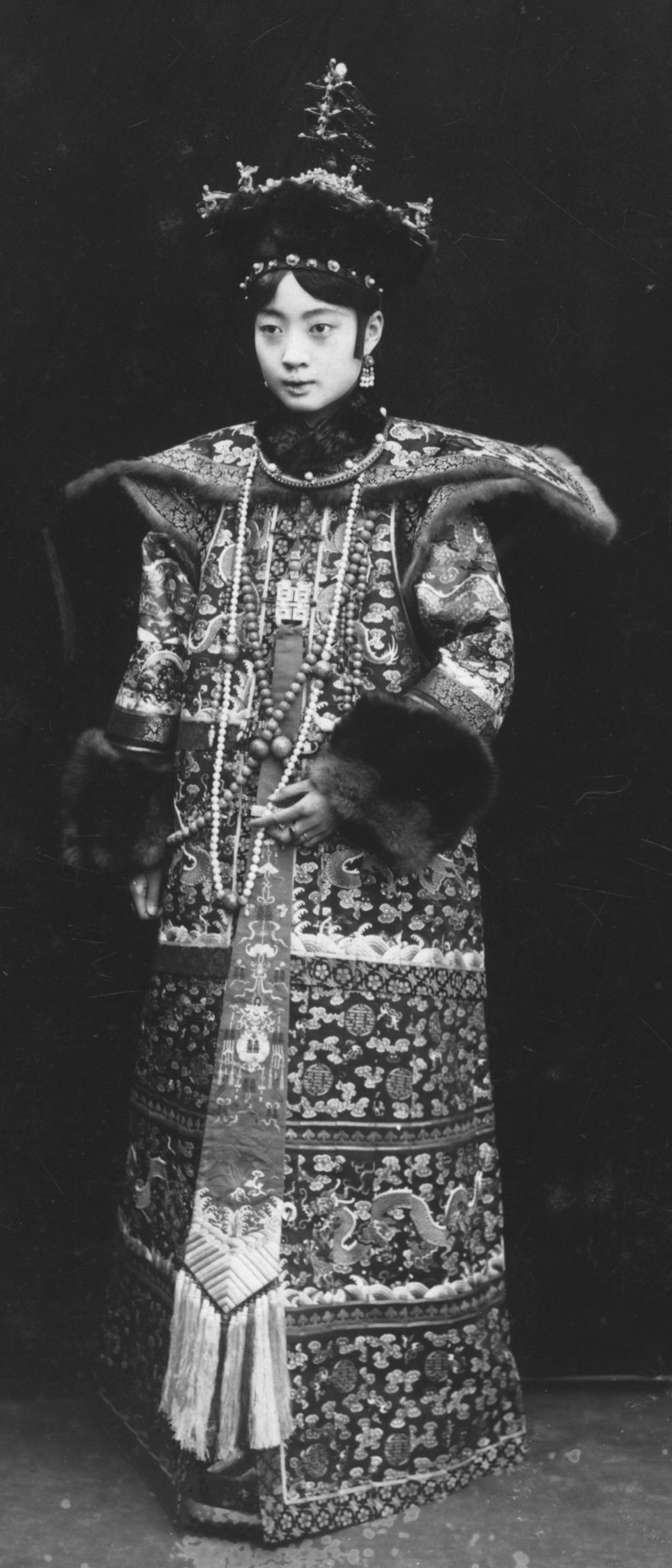
穿朝服、佩戴朝冠的婉容。冠服为毛皮材料的冬制冠服。
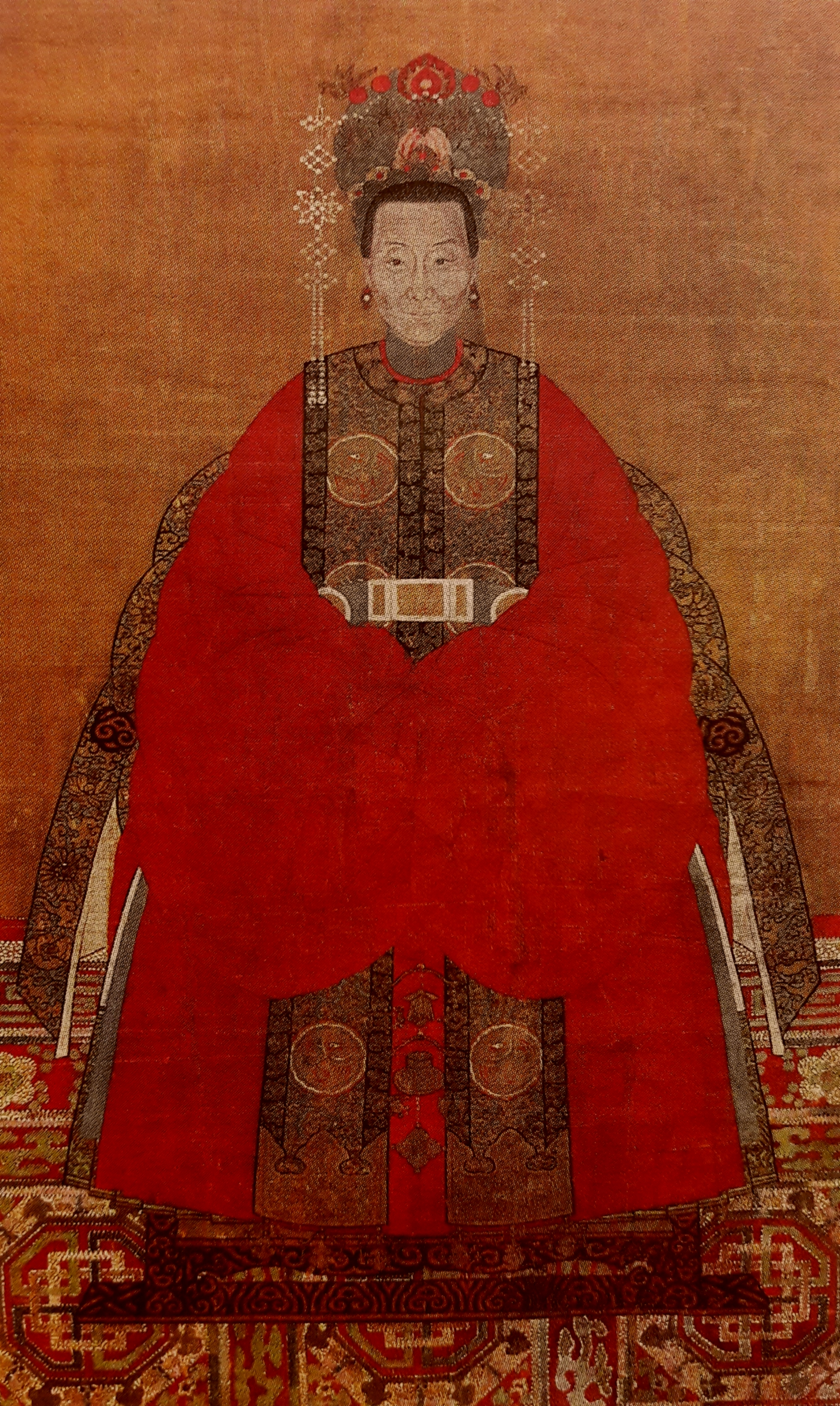
清代漢族命婦服飾
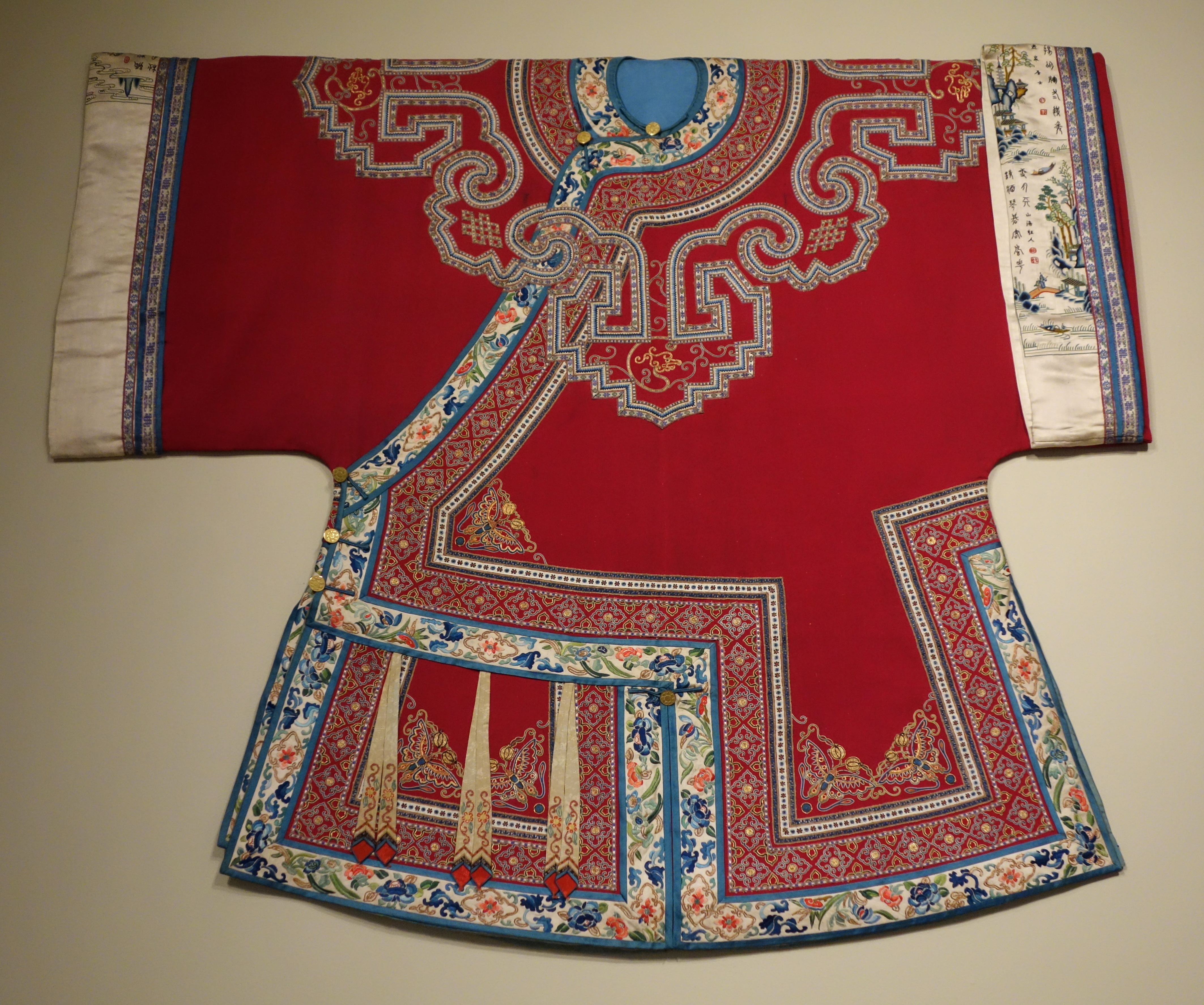
晚清漢女上衣
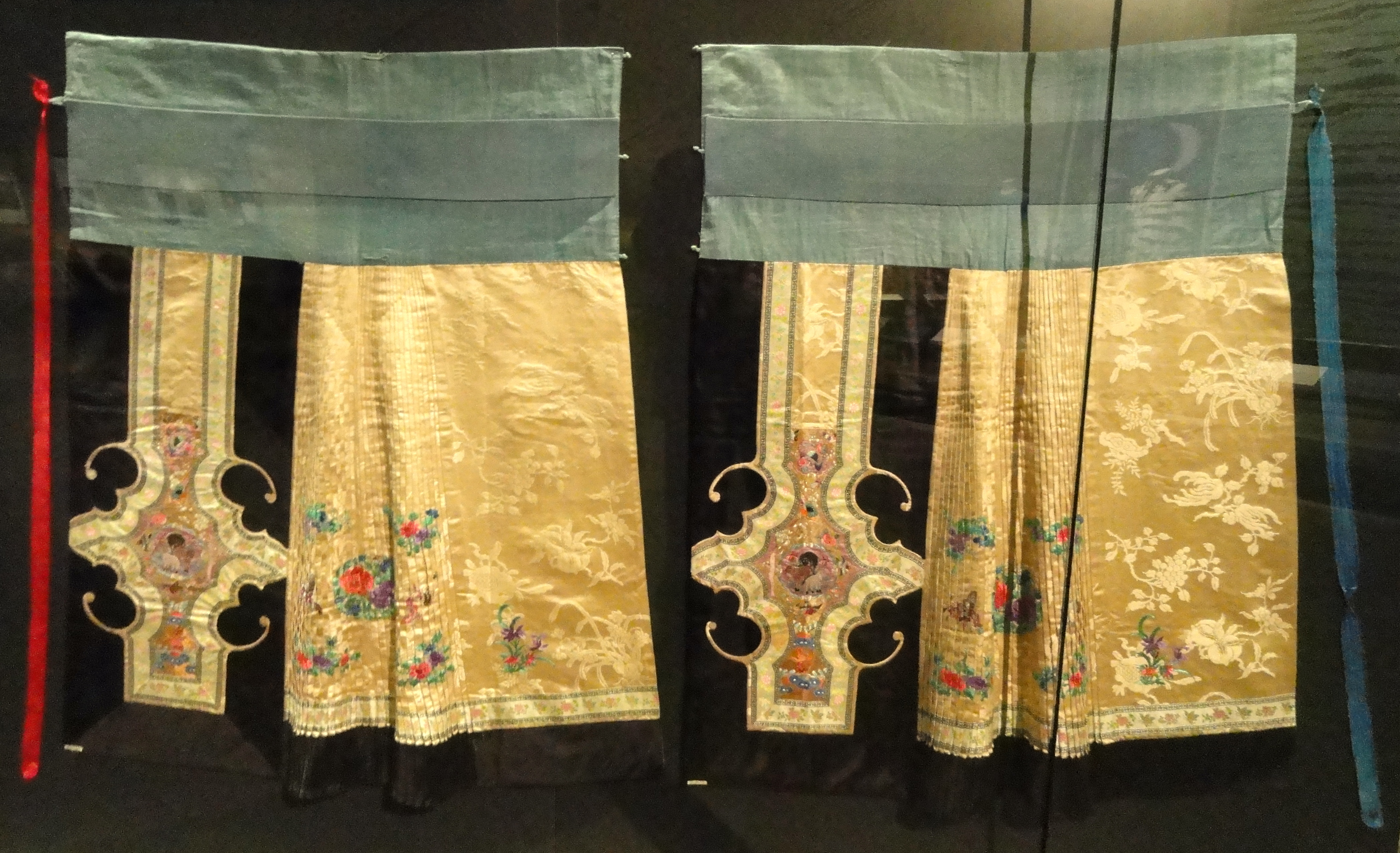
晚清漢女馬面裙
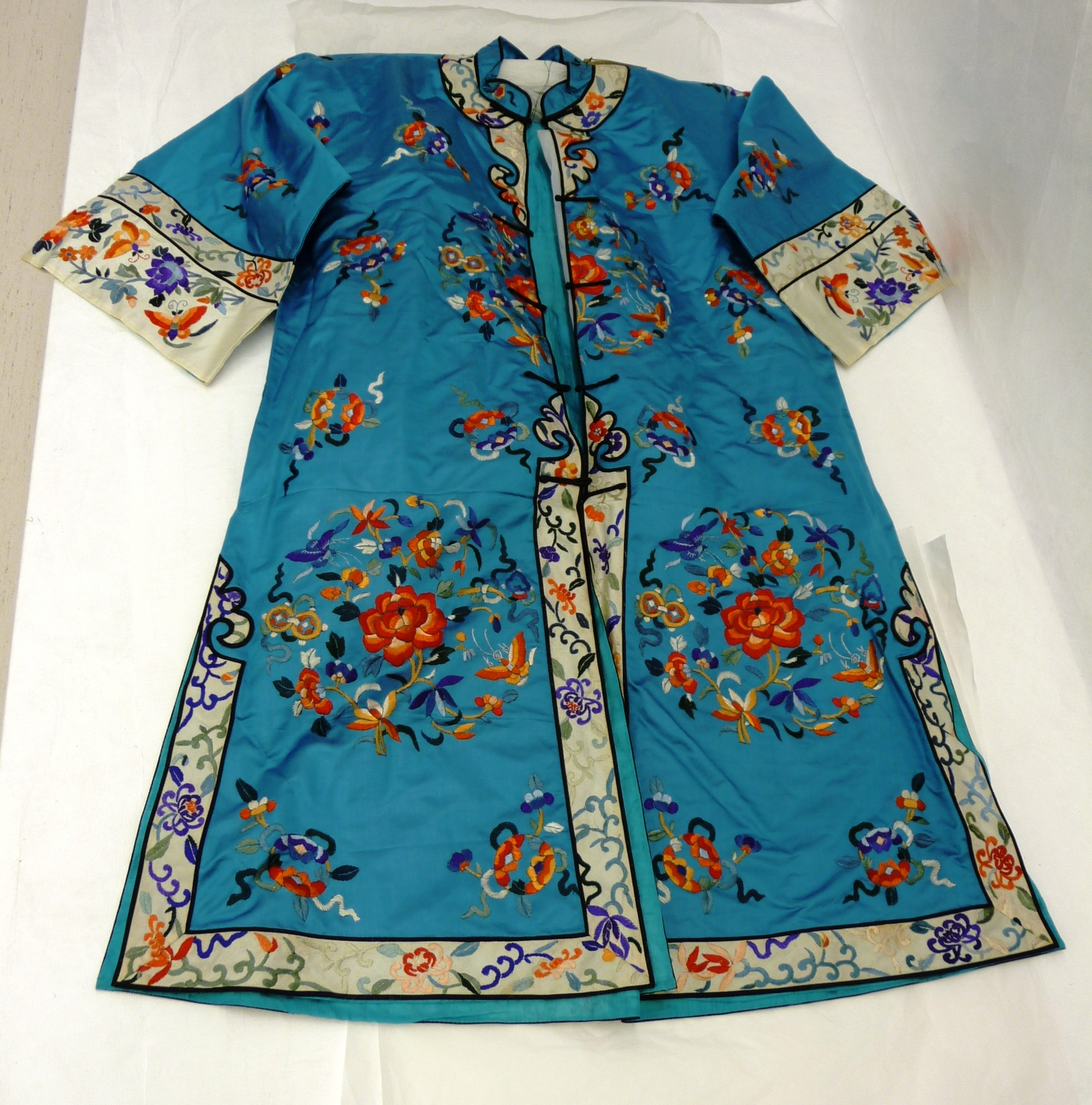
清朝漢女褂
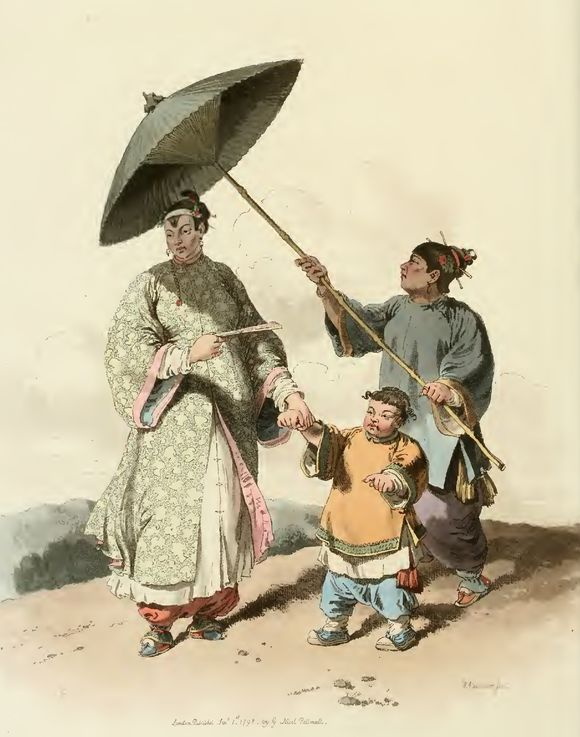
乾隆年间的清代漢族婦女、小孩和女僕
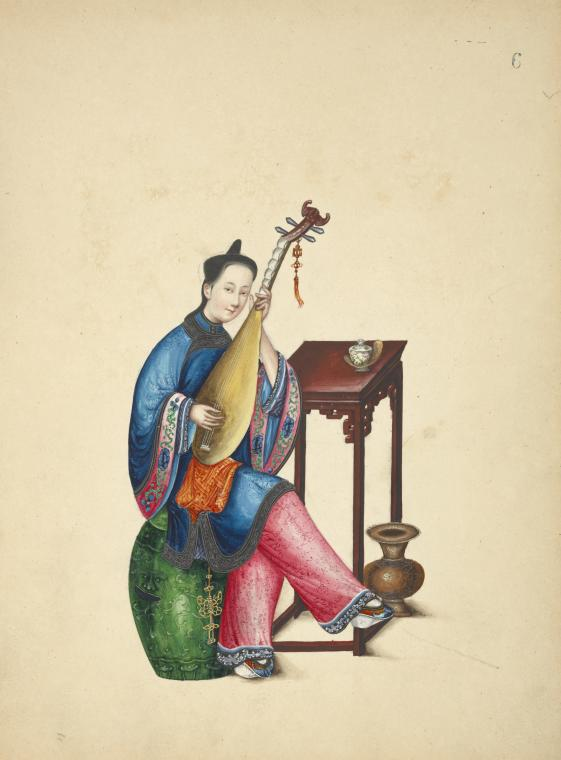
清中期漢女衣褲畫像
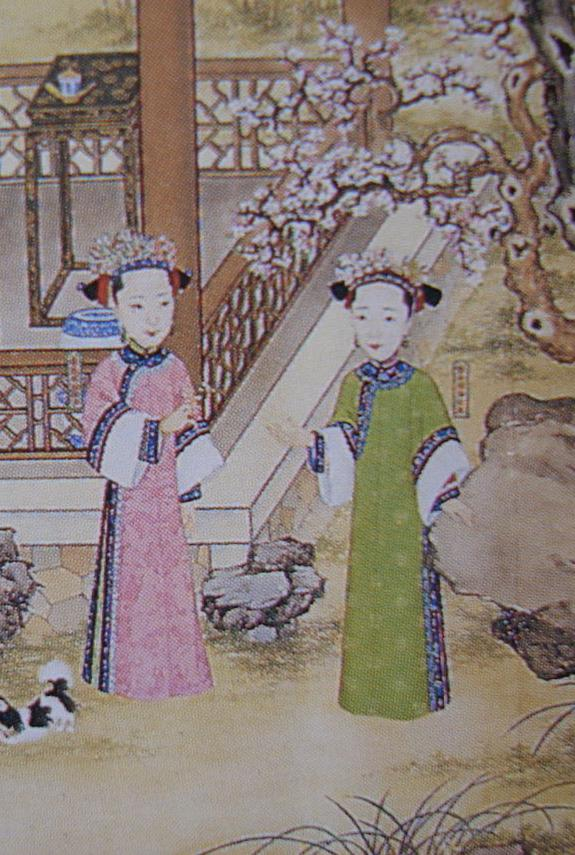
道光时期，穿旗装、梳二把頭的寿恩固伦公主与寿安固伦公主
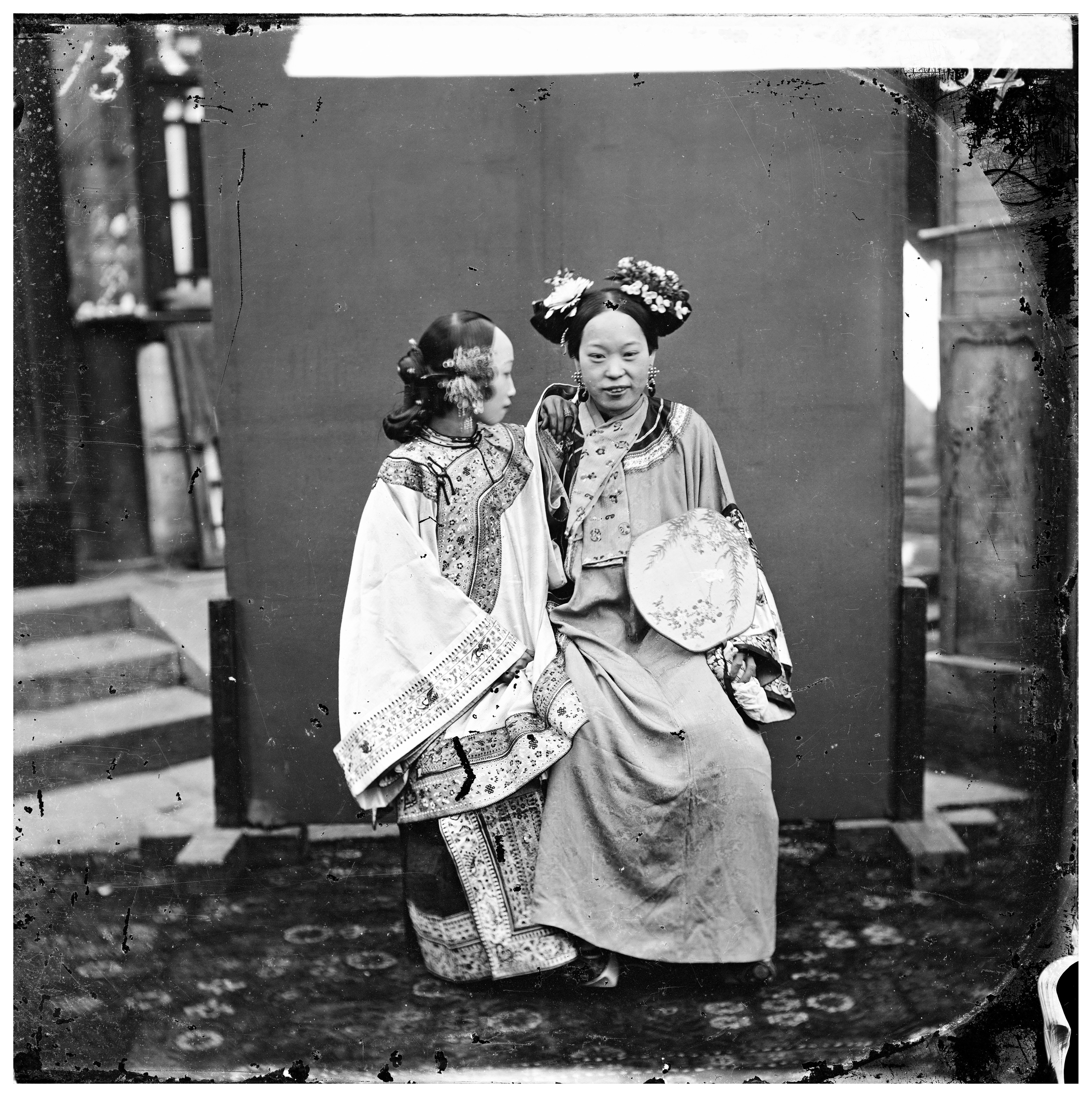
左为汉女（上衣配马面裙），右为旗女（二把头、旗装）
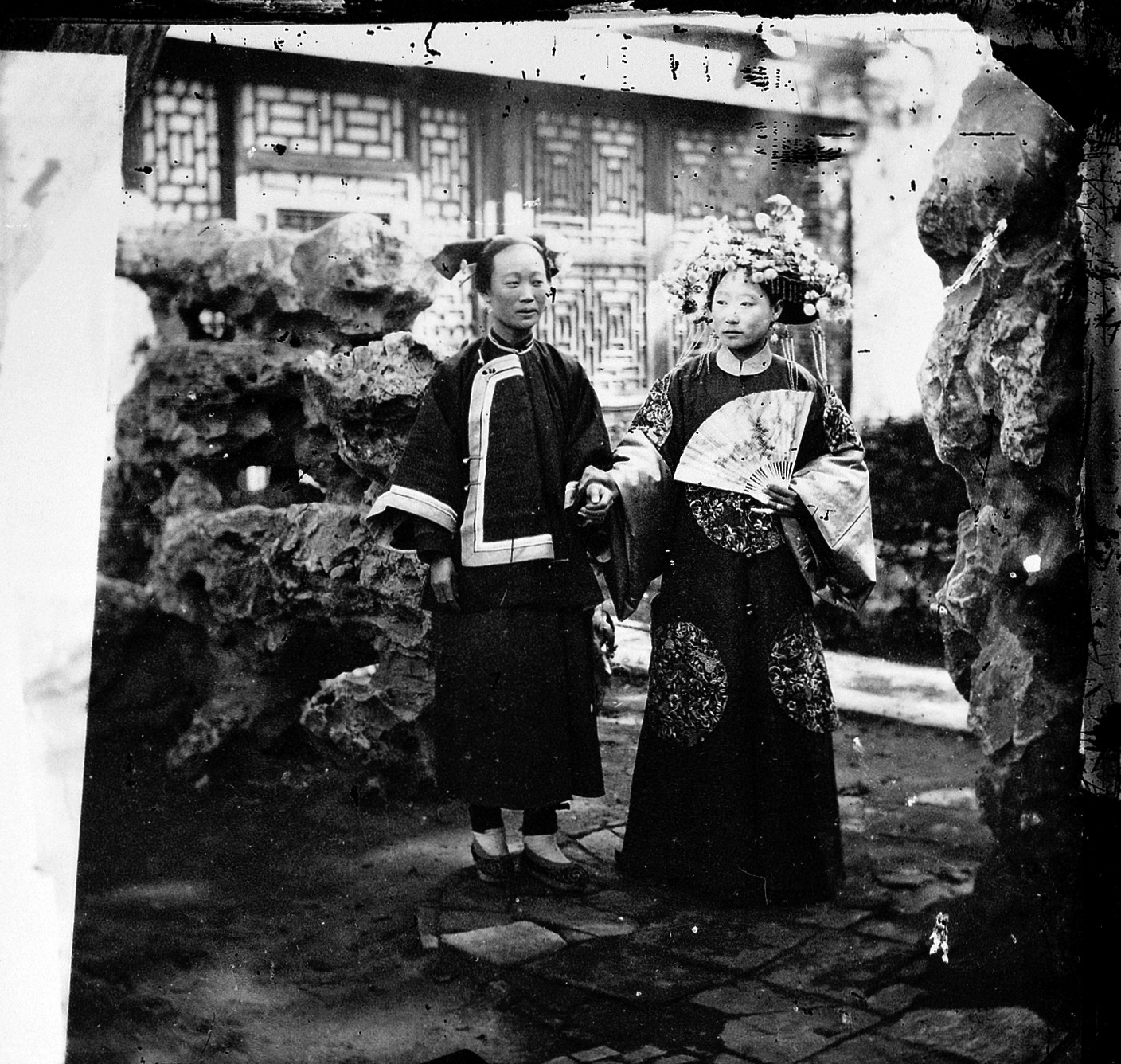
左为满族仆妇（二把头），右为命妇（吉服配钿子）
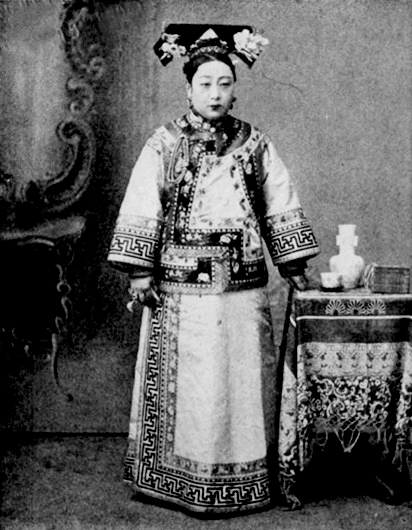
穿旗装、配大拉翅的毓朗贝勒福晋
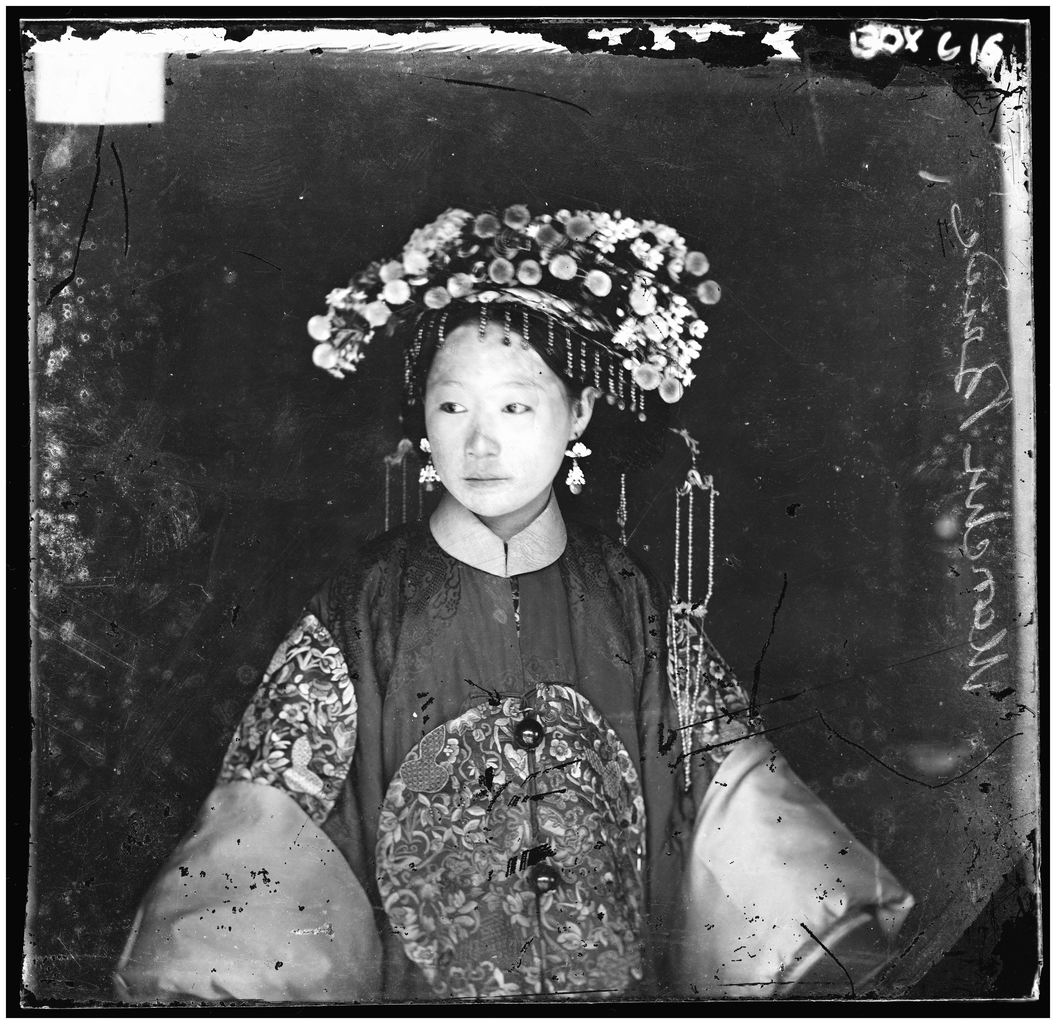
穿吉服、戴钿子的贵族新娘
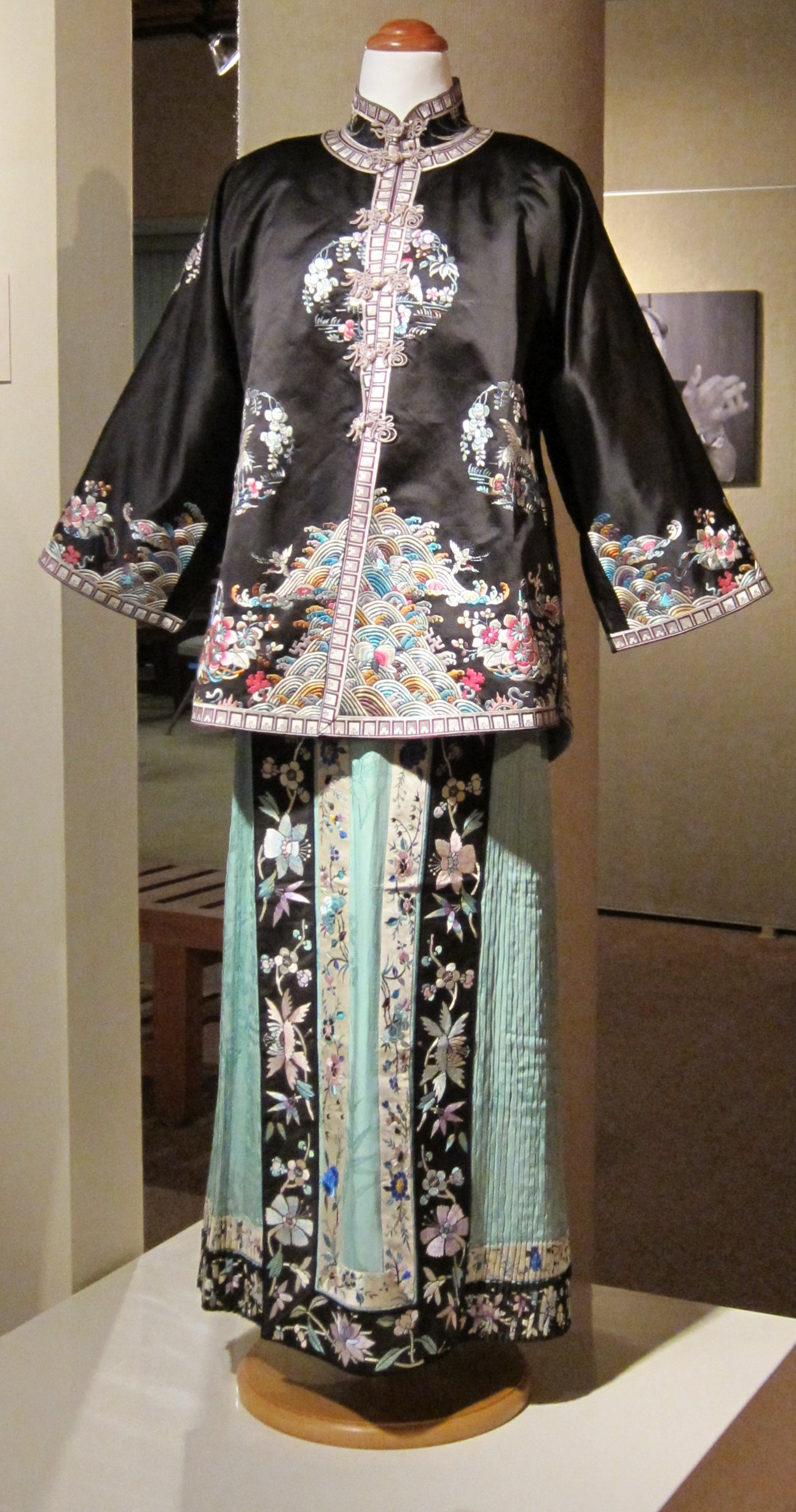
清末漢女褂裙
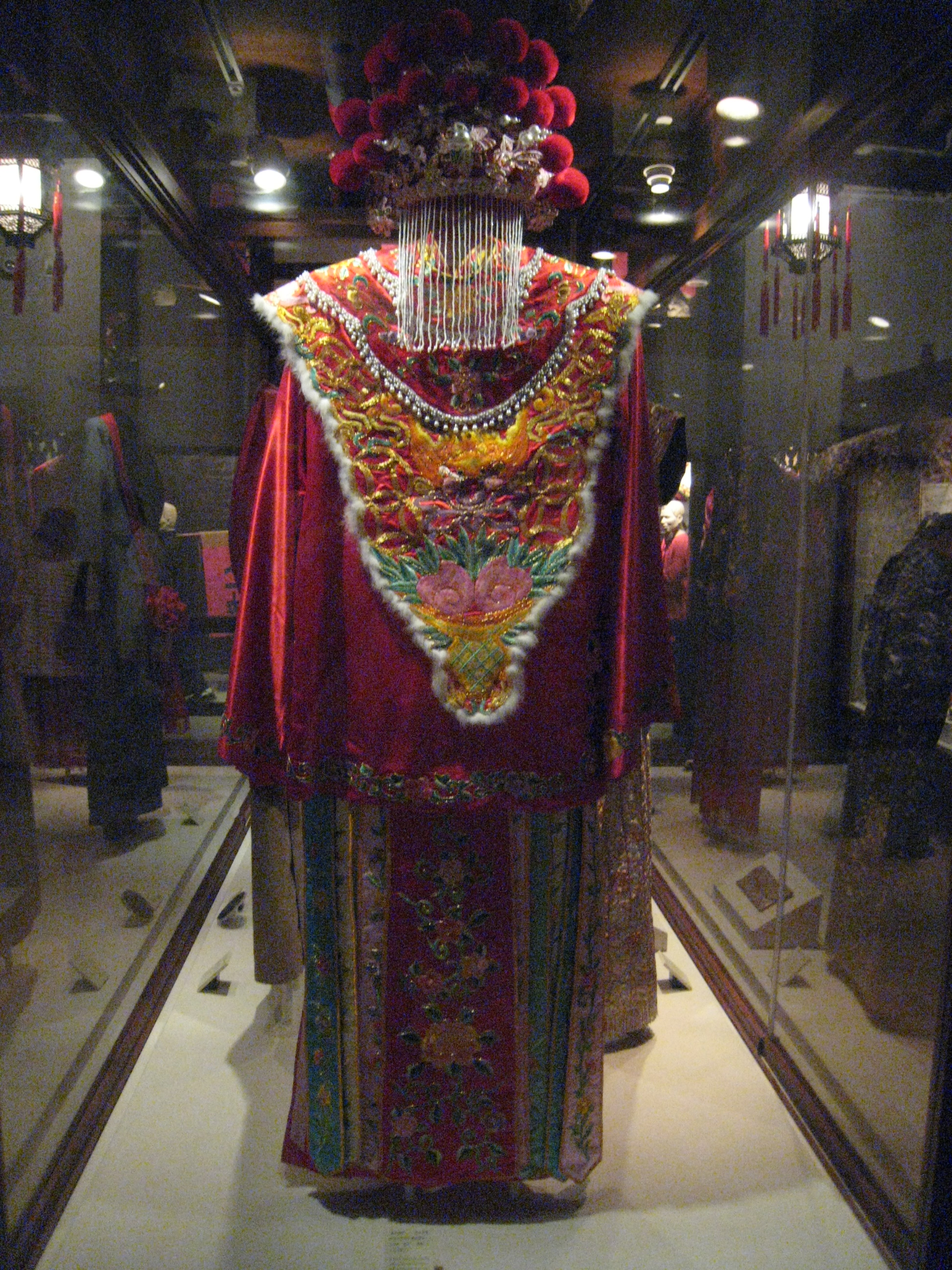
清末漢女鳳冠霞帔婚服
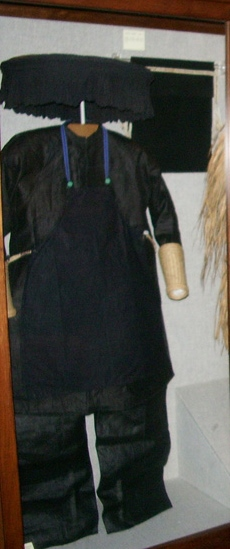
清末客家婦女衣褲

## 漢族兒童服裝
漢族兒童服裝雖然大部份已經滿化，至清末仍有一些漢族童裝保持著交領右衽形制。

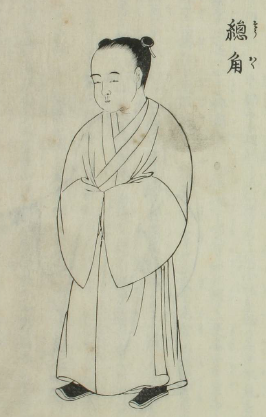
清代兒童交領服飾及「總角」髮飾

## 胄甲

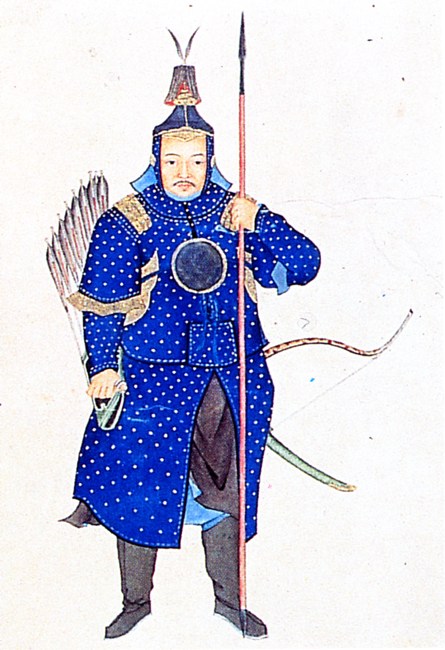
清朝胄甲的一種

清代一般的盔帽，無論是用鐵或用皮革制品，都在表面髹漆。盔帽前後左右各有一梁，額前正中突出一塊遮眉，其上有舞擎及覆碗，碗上有形似酒盅的盔盤，盔盤中間豎有一根插纓槍、雕翎或獺尾用的鐵或銅管。後垂石青等色的絲綢護領，護頸及護耳，上繡有紋樣，並綴以銅或鐵泡釘。鎧甲分甲衣和圍裳。甲衣肩上裝有護肩，護肩下有護腋；另在胸前和背後個佩一塊金屬的護心鏡，鏡下前襟的接縫處另佩一塊梯形護腹，名叫「前擋」。腰間左側佩「左擋」，右側不佩擋，留作佩弓箭囊等用。圍裳分為左、右兩幅，穿時用帶系於腰間。在兩幅圍裳之間正中處，覆有質料相同的虎頭蔽膝。